# Ngungwel
Ngungwel (auch Engungwel, Ngangoulou, Ngungulu und Nordost-Teke) ist eine Bantusprache und wird von circa 45.000 Angehörigen der Angungwel in der Republik Kongo gesprochen. 
Sie ist in der Region Plateaux im Distrikt Gamboma  verbreitet. 

## Klassifikation
Ngungwel bildet mit den Sprachen Tchitchege, Teke, Teke-Eboo, Teke-Fuumu, Teke-Kukuya, Teke-Laali, Teke-Nzikou, Teke-Tege, Teke-Tsaayi, Teke-Tyee und Yaka die Teke-Gruppe. Nach der Einteilung von Malcolm Guthrie gehört Ngungwel zur Guthrie-Zone B70. 
89 % des Wortschatzes weisen Gemeinsamkeiten mit dem Wortschatz von Teke-Eboo auf, 81 % mit dem von Teke-Kukuya, 77 % mit dem von Teke-Tege, 76 % mit dem von Teke-Tsaayi und Mbere, 75 % mit dem von Teke-Tyee, 68 % mit dem von Teke-Laali und 61 % mit dem von Yaka.
Ngungwel hat den Dialekt Mpu (auch Mpumpum).